# Janomima karschi
Janomima karschi är en fjärilsart som beskrevs av Weyman. 1903. Janomima karschi ingår i släktet Janomima och familjen Eupterotidae. Inga underarter finns listade i Catalogue of Life.